# Мангышлак-Бузачинский район
Мангышлак-Бузачинский район — единица административного деления Адаевского уезда Киргизской АССР, существовавшая с марта по июль 1923 года.

## Административное устройство
Мангышлак-Бузачинский район был образован в составе Адаевского уезда 20 марта 1923 года. Всё население района было кочевым, поэтому постоянного административного центра район не имел. В район входило 9 волостей: 1-я Бузачинская, 2-я Бузачинская, 3-я Бузачинская, 4-я Бузачинская, Джаменеевская, 1-я Мангышлакская, 2-я Мангышлакская, Тюб-Караганская, Раимбердинская. 5 июля 1923 года Мангышлак-Бузачинский район был упразднён, а входившие в него волости отошли в прямое подчинение Адаевскому уезду.